# گمینا پاوچنگتسا
گمینا پاوچنگتسا (به لهستانی:  Gmina Pałecznica) یک گمینا در لهستان است که در شهرستان پروشوویتسه واقع شده‌است. گمینا پاوچنگتسا ۴۷٫۹۵ کیلومتر مربع مساحت و ۳٬۷۳۰ نفر جمعیت دارد.